# 蒲生汶
蒲生汶（？—？），號若濁，山東濟南府淄川縣人，明朝政治人物。

## 生平
萬曆十三年（1585年）乙酉科山東鄉試舉人。萬曆二十年（1592年），登壬辰科第三甲第一百七十六名，刑部觀政，二十二年授玉田知縣，二十四年养病卒。

## 家族
曾祖蒲永祥；祖父蒲世廣；父蒲紹芳。